# 贝内斯马雷讷
贝内斯马雷讷（法語：Bénesse-Maremne，法語發音：[benɛs maʁɛn]）是法国朗德省的一个市镇，属于达克斯区。

## 地理
贝内斯马雷讷（43°38'3"N, 1°21'36"W）面积18.69 平方千米，位于法国新阿基坦大区朗德省，该省份为法国西南部沿海省份，是法國本土面积第二大的省，北起吉倫特省，西临大西洋，南至大西洋比利牛斯省，东临热尔省，东北与洛特-加龍省接壤。
与贝内斯马雷讷接壤的市镇（或旧市镇、城区）包括：昂格雷斯、卡布勒通、拉贝讷、奥尔克斯、圣樊尚德蒂罗斯、索布里格。

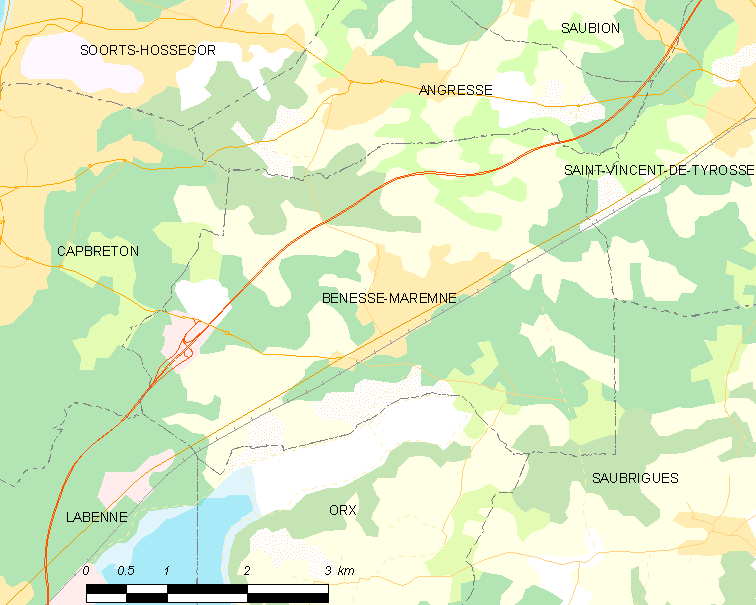
贝内斯马雷讷的OSM定位图

贝内斯马雷讷的时区为UTC+01:00、UTC+02:00（夏令时）。

## 行政
贝内斯马雷讷的邮政编码为40230，INSEE市镇编码为40036。

## 政治
贝内斯马雷讷所属的省级选区为蒂罗斯地区县。

## 人口

1962-2008年间贝内斯马雷讷人口变化图示

贝内斯马雷讷于2022年1月1日时的人口数量为3733人。